# Wolf-áramlat
A Wolf-áramlat Wolf Kati első nagylemeze, amelyen főként édesapja, Wolf Péter szerzeményei találhatók.

## A lemez dalai[1]
1. Játék (Wolf Péter) 2:35
2. Válladon alszom el (Wolf Péter-Gerendás Péter) 4:17
3. Tündérmesénk - duett Charlieval (Wolf Péter-Pásztor Noémi Virág) 2:45
4. Adieu (Wolf Péter-Gerendás Péter) 4:38
5. Ha egyszer erre jársz (Wolf Péter) 2:50
6. Sír a hegedű (Wolf Péter) 3:51
7. Feszül a húr (Wolf Péter-Gerendás Péter) 4:02
8. Hadd legyél férj (Wolf Péter-Gerendás Péter) 3:52
9. Ő volt a jel (Wolf Péter) 4:29
10. Némán, szemével simogat (Wolf Péter) 3:34
11. Látom az arcát (Wolf Péter) 3:14
12. Két arc (Wolf Péter-Szabó Ágnes) 4:38

## Közreműködők
- Wolf Kati - ének, vokálok
- Horváth Charlie - ének (3)
- Borbély Mihály - szaxofon (4, 9)
- Csányi István - vokál (11)
- Dienes Gábor - oboa (2, 3, 11)
- László Attila - gitár (2, 6, 8, 10, 11)
- Tóth Balázs - viola (6)
- Horváth Ferenc, Marschall Norbert, Varga György - fúvóskar (1, 8)
- Lakatos Gábor - hangmérnök, gitár, speciális effektek
- Wolf Péter - billentyű, szintetizátor